# Chaîne graphique
La chaîne graphique est une expression, communément employée dans l'industrie graphique, pour désigner l'ensemble des professions qui interviennent de la conception à la finalisation d'un produit graphique qui sera produit à de multiples exemplaires par un procédé d'impression,.
Cette appellation peut s'appliquer pour différents types de réalisations incluant généralement du texte et de l'image : catalogues, journaux (presse quotidienne et gratuits), livres d'éditeur, magazines, packaging (emballage de produits consommables : alimentaires, industriels, pharmaceutiques), publicité sur le lieu de vente, prospectus et encarts publicitaires, textile (papiers peints, PLV, décoration, papier-cadeau, etc.) ou encore vente par correspondance (VPC).

## Maillons
Les quatre maillons principaux de cette chaîne sont :
1. La création : développement du concept, mise en forme du projet (maquette), étude de la réalisation, choix des moyens. Ces fonctions sont dans la plupart des cas assurées soit par un éditeur (livres, magazines), une agence de création ou de publicité (publicité, promotion), ou l'unité marketing d'une entreprise industrielle (catalogues de vente, packaging, promotion, lancement) ;
2. Le pré-presse : qui englobe tous les intervenants qui participent à la réalisation de l'outil nécessaire à la production en masse (films ou fichier numérique finalisé) ;
3. L'impression : qui procède à la production imprimée en série du produit ;
4. La finition : c'est la mise en forme finale du produit, ce qui donne l'aspect physique du produit.

## Industrie graphique
L'industrie graphique comporte l'ensemble des professions qui participent directement ou indirectement à la production en série de produits de conception graphique (chaîne graphique).
Elle englobe bien entendu les agences publicitaires et de création, les graphistes, les éditeurs, les annonceurs, les unités marketing des Sociétés industrielles, le pré-presse (photograveurs, infographistes, PAO, flasheurs), les imprimeurs (tous procédés confondus). Mais également les professions annexes, fournisseurs ou prestataires de ces intervenants (dessinateurs, photographes) et fournisseurs de tous ces intervenants : papetiers, façonniers, fabricants de matériels, d'encres, de plaques, de systèmes d'épreuves et consommables divers.
Cette dénomination est apparue lors de l'industrialisation avérée de ces professions, principalement liée à l'avènement de la mécanisation, de l'automatisation, de l'électronique et surtout de l'informatique.
Auparavant[Quand ?], on qualifiait cette entité d'« arts graphiques ».